# Ankie van Tatenhove
J.A. (Ankie) van Tatenhove-Meesen (Axel, 1967) is een Nederlandse bestuurder en ChristenUnie-politica. Van 17 april 2021 tot 14 juni 2025 was zij partijvoorzitter van de ChristenUnie. Tot 1 november 2021 was zij wethouder van Lansingerland.

## Levensloop
Van Tatenhove groeide op in Zeeuws-Vlaanderen en bezocht het Zeldenrustcollege in Terneuzen. Later woonde ze in Amersfoort en Soest omdat haar man daar als beroepsmilitair werd geplaatst. Zij werkte destijds bij een bank. In 1995 kwam ze in Bergschenhoek wonen en vanaf 2011 in buurdorp Berkel en Rodenrijs. Ze schreef voor een lokale krant over de politiek. Voor de plaatselijke ChristenUnie-afdeling was dat aanleiding om haar te benaderen of ze zich namens die partij kandidaat wilde stellen bij de gemeenteraadsverkiezingen. In 2008 kwam ze in de raad.
Gedurende haar raadslidmaatschap was ze mede-eigenaar van een adviesbureau in Delfshaven. Daar stopte ze mee toen ze in 2014 wethouder werd in de gemeente Lansingerland. Ze beheerde de portefeuilles gezondheid, zorg, welzijn, jeugd, onderwijs, sport, cultuur en erfgoed. In september 2021 kondigde Van Tatenhove aan te gaan stoppen. Haar opvolgster is Titia Cnossen. Van Tatenhove werd per 1 november 2021 managing consultant bij adviesbureau BMC. Op 17 april 2021 werd Van Tatenhove partijvoorzitter van de ChristenUnie. Toen het einde van haar termijn naderde, besloot zij zich niet herkiesbaar te stellen. Zij werd op 14 juni 2025 opgevolgd door Marco Vermin.

## Persoonlijk
Van Tatenhove heeft met haar partner drie kinderen en is lid van de Nederlandse Gereformeerde Kerken (voorheen Gereformeerde Kerken vrijgemaakt).